# Krinodendron
Krinodendron (Crinodendron) je rod rostlin z čeledi mastnoplodovité. Jsou to keře a stromy s jednoduchými střídavými nebo vstřícnými listy a pětičetnými, bílými nebo červenými květy na dlouhých stopkách. Plodem je tobolka. Rod zahrnuje 5 druhů a je nespojitě rozšířen v jižní polovině Jižní Ameriky. Červené květy druhu Crinodendron hookerianum jsou opylované kolibříky. Některé druhy jsou v teplejších oblastech světa pěstované jako okrasné dřeviny.

## Popis
Krinodendrony jsou stálezelené nebo opadavé keře až středně velké stromy, dorůstající výšky 5 až 15, výjimečně i 30 metrů. Listy jsou jednoduché, vstřícné až střídavé, případně přeslenité, s vejčitou, obvejčitou nebo obkopinatou čepelí. Květy jsou jednotlivé, pětičetné, úžlabní, na dlouhých, článkovaných stopkách, obvykle po dvou na každé uzlině stonku. Kalich je trubkovitý, zprvu srostlý, později se rozštěpuje na 2 až 4 části. Koruna je bílá nebo červená, korunní lístky volné, zakončené 3 (až 5) laloky nebo zuby. Disk je vysoký a připomíná ozubené kolo. Tyčinek je 13 až 18 a jsou přirostlé mezi diskem a semeníkem. Semeník obsahuje 3 až 5 komůrek, v nichž je po 4 až 15 vajíčkách. Čnělka je nevětvená. Plodem je kožovitá tobolka, obsahující 3 až 20 semen.

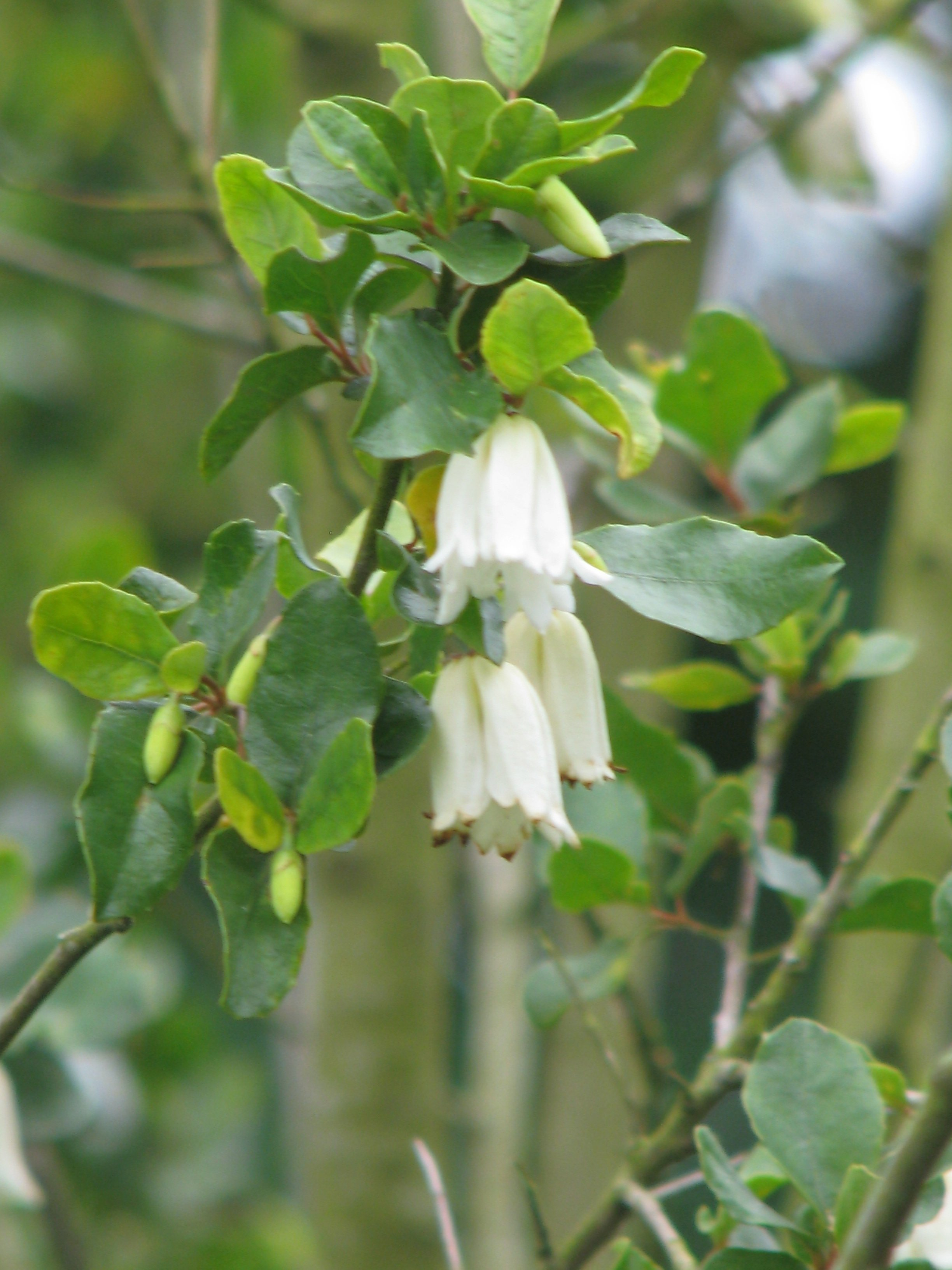
Kvetoucí Crinodendron patagua
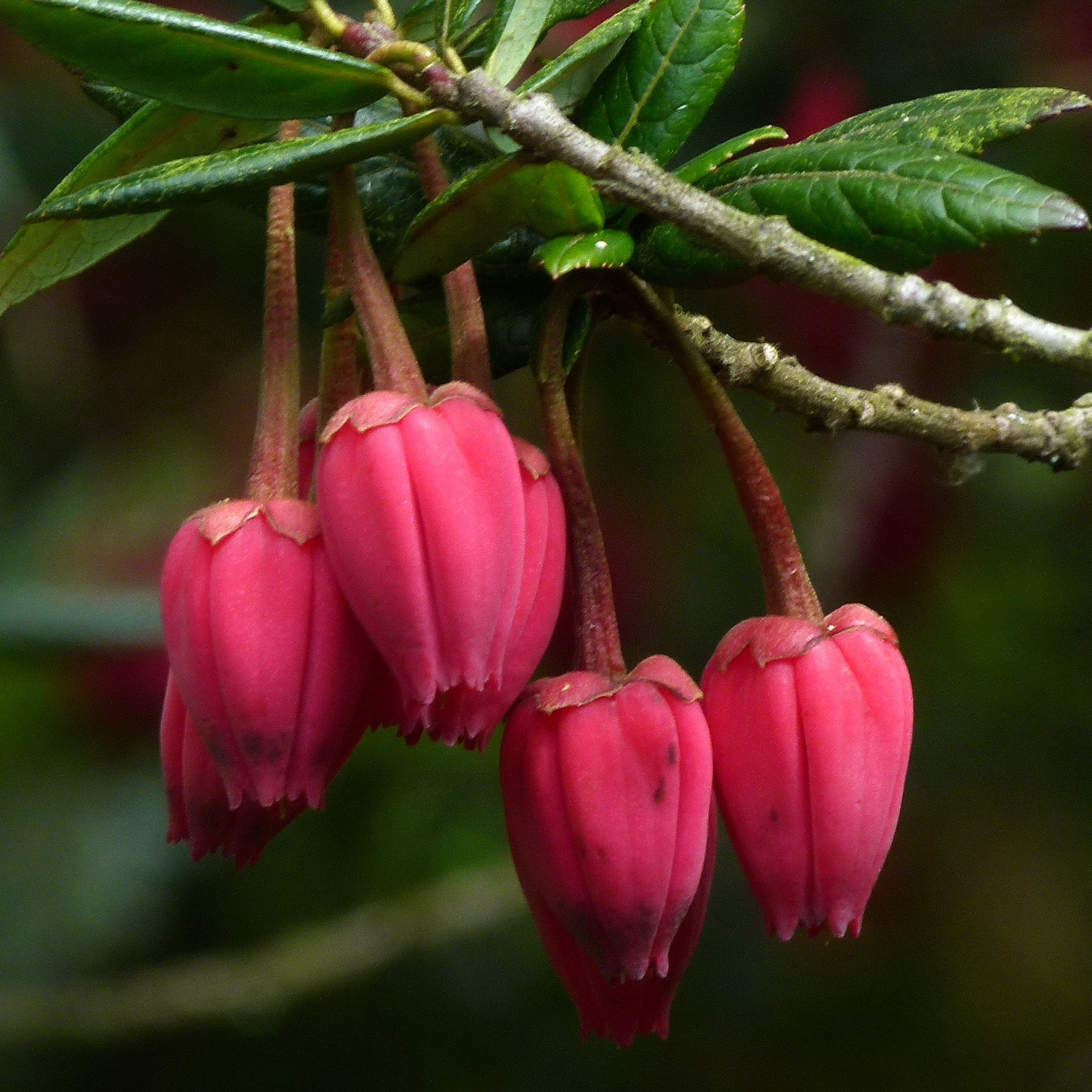
Detail květů Crinodendron hookerianum
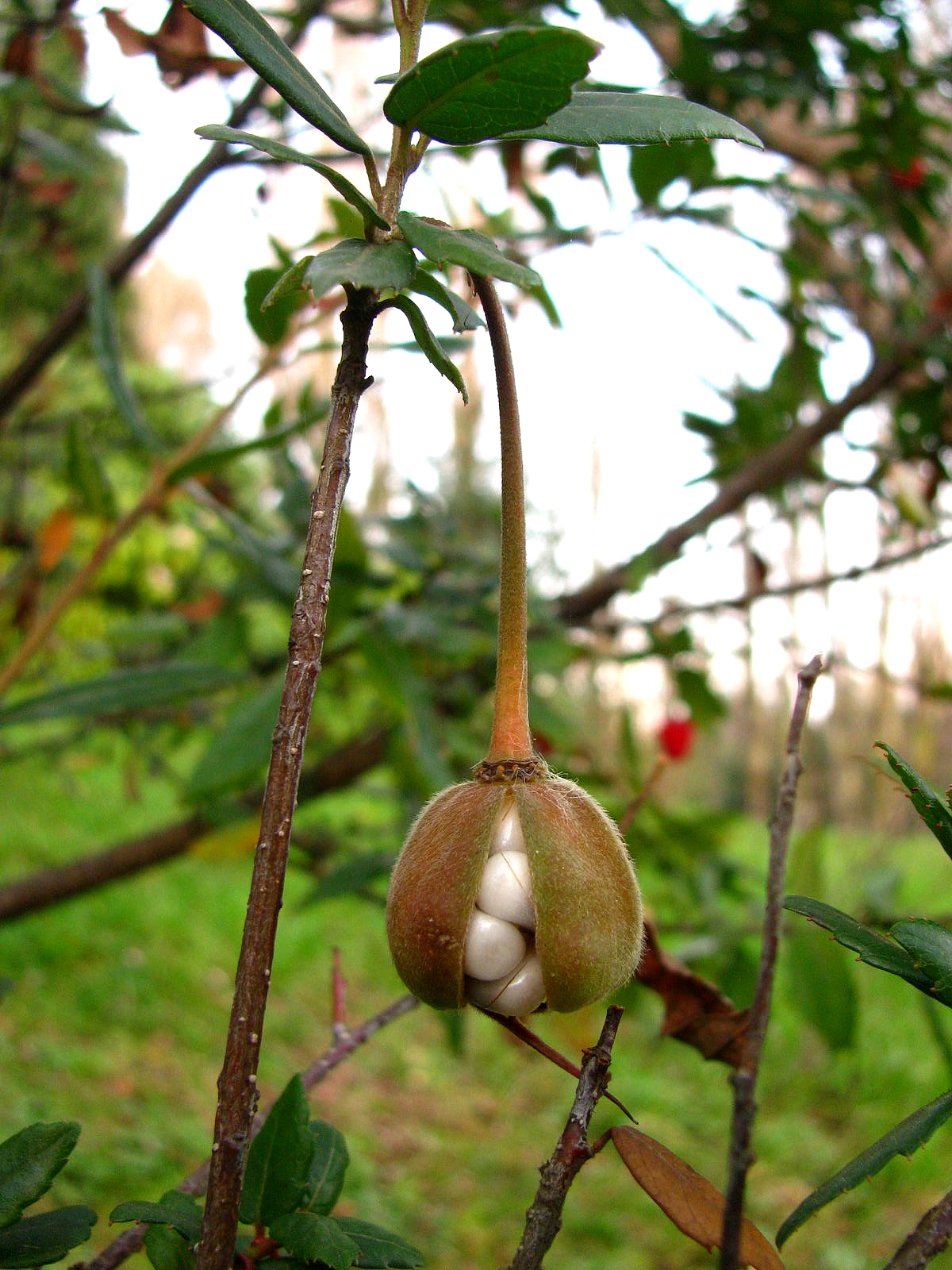
Plod Crinodendron hookerianum
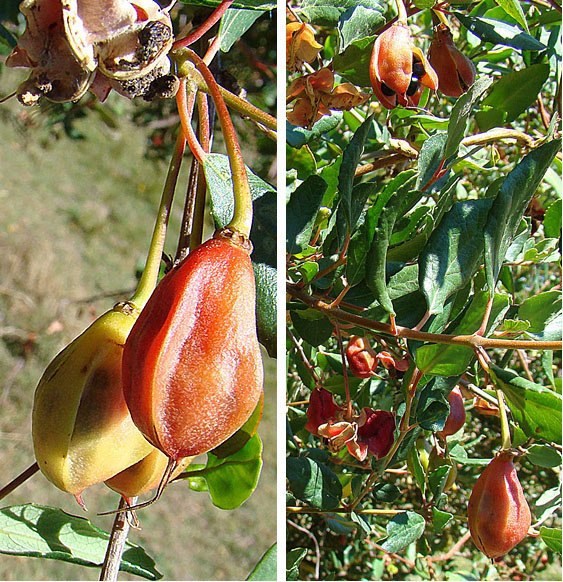
Plody Crinodendron patagua

## Rozšíření
Rod krinodendron zahrnuje pouze 4 druhy. Druhy Crinodendron hookerianum a C. patagua jsou endemity Chile, C. brasiliense se vyskytuje v jihobrazilském státě Santa Catarina, C. tucumanum v jihovýchodní Bolívii a severozápadní Argentině.

## Ekologické interakce
Červené baňkovité květy Crinodendron hookerianum jsou přizpůsobeny opylování kolibříky. Čnělka a prašníky jsou u tohoto druhu schovány uvnitř květu a ve složení nektaru převažuje sacharóza. Ostatní druhy mají bílé, zvonkovité květy s vyčnívajícími tyčinkami a čnělkou a jsou opylovány hmyzem. Poměr cukrů (glukózy, fruktózy a sacharózy) v nektaru je u nich přibližně vyrovnaný.
Na druhu Crinodendron hookerianum roste v Chile poloparazitický keřík Antidaphne punctulata z čeledi santálovité (dříve Eremolepidaceae).

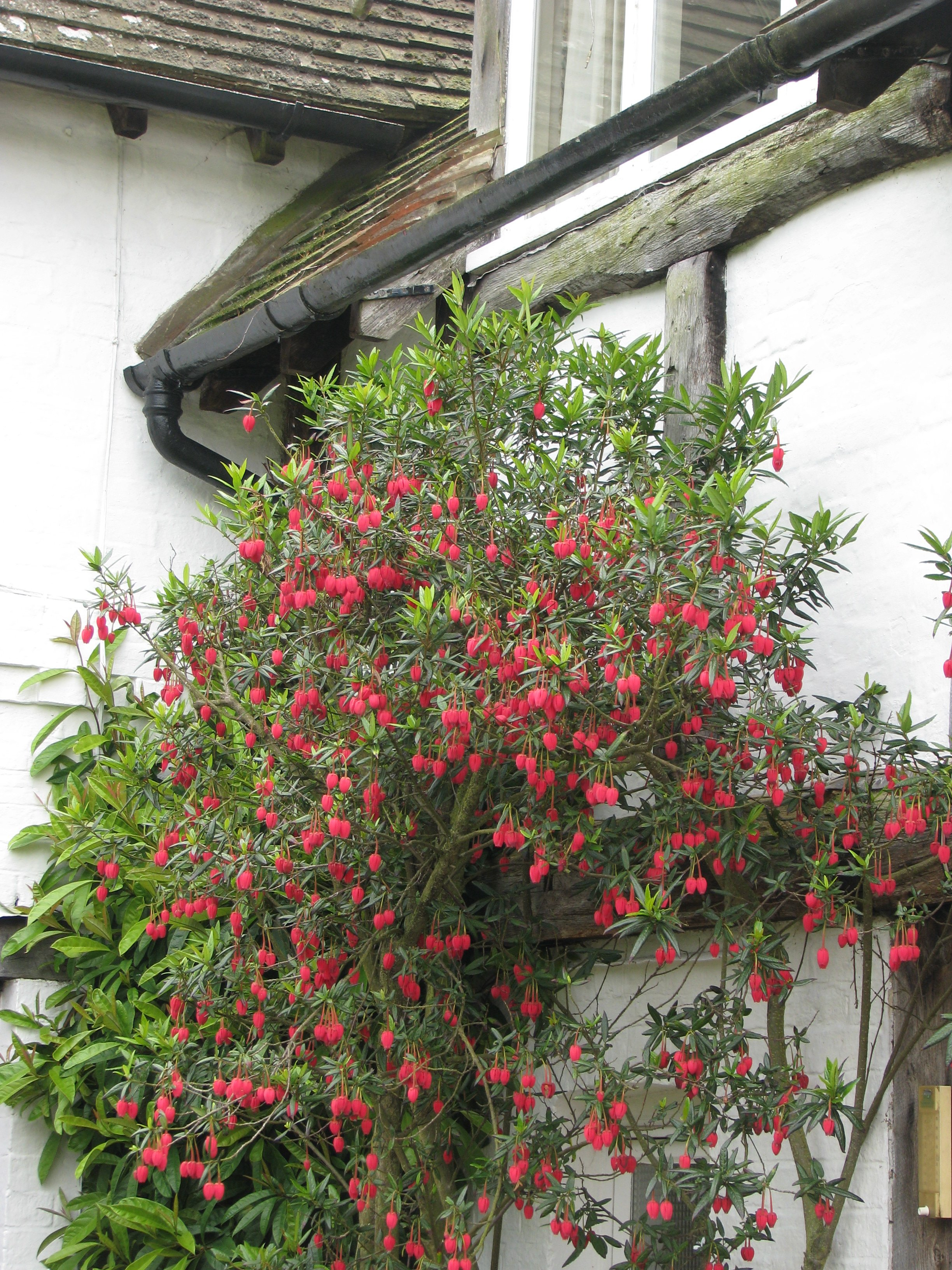
Crinodendron hookerianum jako okrasná dřevina

## Význam
Druhy Crinodendron hookerianum, C. patagua a C. tucumanum jsou v klimaticky příhodných oblastech světa pěstovány jako okrasné dřeviny. Jsou ceněné pro pohledné květy i olistění. Vyžadují kyselou, vlhkou ale dobře propustnou půdu a stinné nebo polostinné podmínky. Množí se letními řízky nebo podzimním výsevem. V podmínkách střední Evropy nejsou zimovzdorné. Jiný hospodářský význam nemají. Druh Crinodendron patagua je uváděn ze sbírek Pražské botanické zahrady v Tróji.